# Lelydorp
Lelydorp (saranan: Kofi-djompo) je grad u Surinamu, središte okruga Wanica.
Prema popisu stanovništva iz 2004. godine u gradu je živjelo 15.576 stanovnika, te je bio drugi grad po veličini u državi nakon Paramariboa. Prema podacima iz 2012. u gradu je živjelo 19.910 stanovnika. Lelydorp je zapravo više kao veliko selo a ne grad. 
Stanovništvo ovoga područja je mješovito sastoji se od naroda s Jave, Istočne Indije, Kreola, Europljana i portugalskih Židova. Imena cesta i ulica u Lelydorpu, kao i u Dessa Sidodadi i Tawajari, tipični su izvorni nazivi iz Indonezije. Okrug Wanica ima populaciju od oko 80.000 stanovnika na površini od oko 440 km ². S tom populacijom na veličinu okruga, Wanica je jedan od gušće naseljenih i urbaniziranih surinamskih okruga. 
Grad je izvorno nazvan Kofi Djompo, ali ga je nizozemski guverner Surinama Cornelis Lely 1905. godine preimenovao u Lelydorp. Kofi znači "rođen je u petak" a Djompo znači "skakati".

## Vanjske poveznice
- Lelydorp Net  Arhivirana inačica izvorne stranice od 16. prosinca 2017. (Wayback Machine)